# Škoda 78E

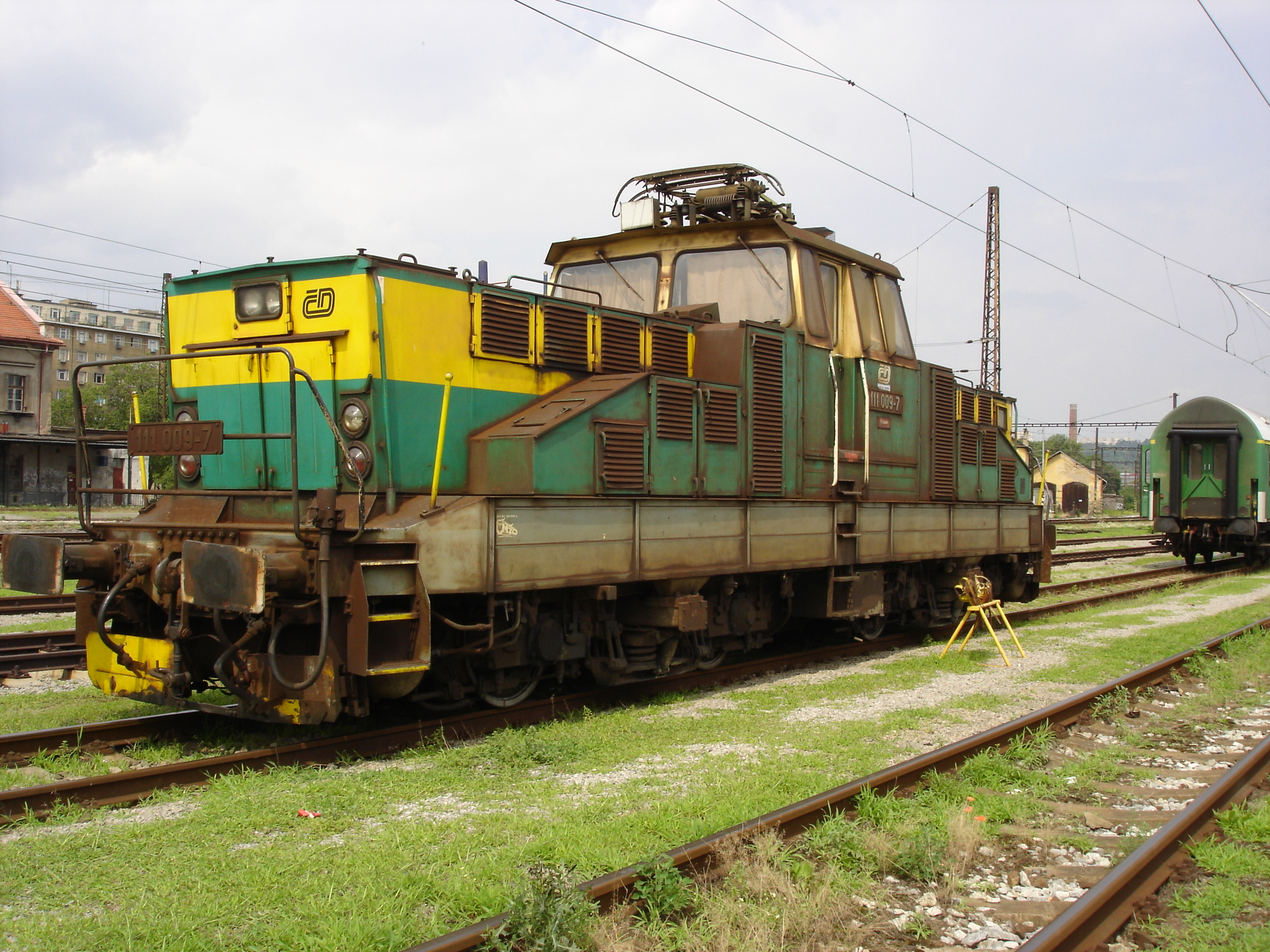
Lokomotywa 111 009 w starszym malowaniu

Škoda 78E (seria 111 ČD, seria E 458.1 ČSD) – typ normalnotorowych manewrowych lokomotyw elektrycznych wyprodukowanych w latach 1981–1982 przez zakłady Škoda w Pilźnie w Czechosłowacji. Lokomotywy tego typu są eksploatowane obecnie w Czechach.

## Konstrukcja
Seria 111 jest rozwinięciem konstrukcyjnym lokomotyw serii 110 – użyto tego samego pudła lokomotywy, ale w przeciwieństwie do poprzedniej serii zamontowano nowszy typ silników trakcyjnych i wyposażenia elektrycznego opartego na tyrystorach. Lokomotywa wyposażona jest w 4 silniki (po 2 na każdy wózek) prądu stałego 3 kV z rozruchem impulsowym. Wyprodukowano ogółem 35 egzemplarzy.

## Eksploatacja
Elektrowozy serii 111 używane są do prac manewrowych na zelektryfikowanych bocznicach i do prowadzenia lekkich pociągów osobowych i towarowych na terenie Czech.